# Vic Armstrong
Pour les articles homonymes, voir Armstrong.
Vic Armstrong de son vrai nom Victor M. Armstrong est un réalisateur, scénariste, producteur de cinéma, acteur et assistant réalisateur britannique né le 5 octobre 1946 dans le Buckinghamshire au Royaume-Uni. Il est connu pour ses nombreux doublages en tant que cascadeur, d’Harrison Ford dans les trois premiers films Indiana Jones, de Timothy Dalton dans Flash Gordon, de George Lazenby dans Au service secret de Sa Majesté (On Her Majesty's Secret Service) ou de Christopher Reeve dans Superman et Superman 2. Son premier film, Au-dessus de la loi (Joshua Tree), a été réalisé en 1993.

## Filmographie
- 2014 : Le Chaos (Left Behind)